# Museu Mazzaropi
O Museu Mazzaropi é um museu localizado na cidade de Taubaté, dedicado ao cineasta e comediante brasileiro Amácio Mazzaropi. 
Criado em 1992 por João Roman Júnior como uma forma de homenagear Amácio Mazzaropi, possui um acervo de mais de 20.000 itens, entre fotos, filmes, documentos, objetos cênicos, móveis e equipamentos que contam boa parte da carreira do artista. 

## Exposições
- Mazzaropi, o Brasil e a Felicidade
- Gravando
- O cenário vira cena
- Mazzaropi além do riso
- Viva Mazzaropi, um artista brasileiríssimo
- Mazzaropi em print